# Héctor Cúper
Héctor Raúl Cúper (Santa Fé, 16 de novembro de 1955) é um treinador e ex-futebolista argentino. Atualmente comanda a Seleção Síria.

## Carreira
Cúper iniciou sua carreira como treinador no Huracán, um ano e meio após se aposentar como jogador no mesmo Huracán. Após três anos no comando, se transferiu para o Lanús, onde permaneceu mais dois anos. Por conta das boas campanhas na Argentina, acabou sendo contratado pelo Real Mallorca, da Espanha.
Em sua primeira temporada na Espanha, levou o clube a final da Copa da Espanha, mas perdendo para o Barcelona. Na temporada seguinte, mais um vice: dessa vez, na final da extinta Recopa Europeia, contra a Lazio, da Itália. Porém, conquistou a Supercopa da Espanha contra o Barcelona. Ainda nessa temporada, terminou em terceiro na La Liga, conquistando uma inédita vaga na Liga dos Campeões da UEFA.
Com isso, acabou sendo contratado pelo Valencia, onde continuou sem sorte em finais. Chegou a duas finais da Liga dos Campeões da UEFA (contra o Real Madrid em 2000 e Bayern Munique, da Alemanha em 2001), mas acabou perdendo ambas, sendo a última, na disputa por pênaltis.
Acabou assumindo o comando da Internazionale, da Itália. Em sua primeira temporada, terminou em terceiro no campeonato. No ano seguinte, sua sorte não mudou no principal torneio de clubes do mundo. Foi eliminado pelo Milan nas semifinais da Liga. Acabou nessa temporada, perdendo a chance de conquistar o scudetto após uma derrota por 4 a 2 para a Lazio. Em 2003, acabou sendo dispensado após oito rodadas.
Após um ano sem treinar nenhuma equipe (por contra de acordos com a Inter), assumiu novamente o Real Mallorca, onde conseguiu livrar a equipe do rebaixamento. Mas, na temporada seguinte, acabou sendo demitido. Ainda treinou o Real Betis, também da Espanha e o Parma, da Itália, sendo o responsável pelo rebaixamento da equipe para a Serie B.
Apesar de ter conquistado maus resultados nos últimos trabalhos, acabou em 1 de agosto de 2008, assumindo o comando da Geórgia. No ano seguinte, acabou saindo e assinando com o Aris Salônica, da Grécia.
Deixou o comando do Racing de Santander em 29 de novembro de 2011 após obter apenas uma vitória em treze partidas no espanhol.
Logo após a demissão, em 20 de dezembro de 2011, foi convidado para ser treinador do Oduspor, da Turquia.
Acumulou passagens pelo Al Wasl, dos Emirados Árabes Unidos, e nas seleções nacionais do Egito e Uzbequistão.
Seu trabalho mais recente iniciou-se em 12 de maio de 2021 ao aceitar o convite para treinar a República Democrática do Congo, com a missão de classificar-se para a Copa do Mundo de 2022.

## Títulos como Treinador
Lanús
- Copa CONMEBOL: 1996

Mallorca
- Supercopa da Espanha: 1998

Valencia
- Supercopa da Espanha: 1999

### Campanhas de destaque
Seleção Egípcia
- Campeonato Africano das Nações de 2017: 2° Lugar